# Stilobate

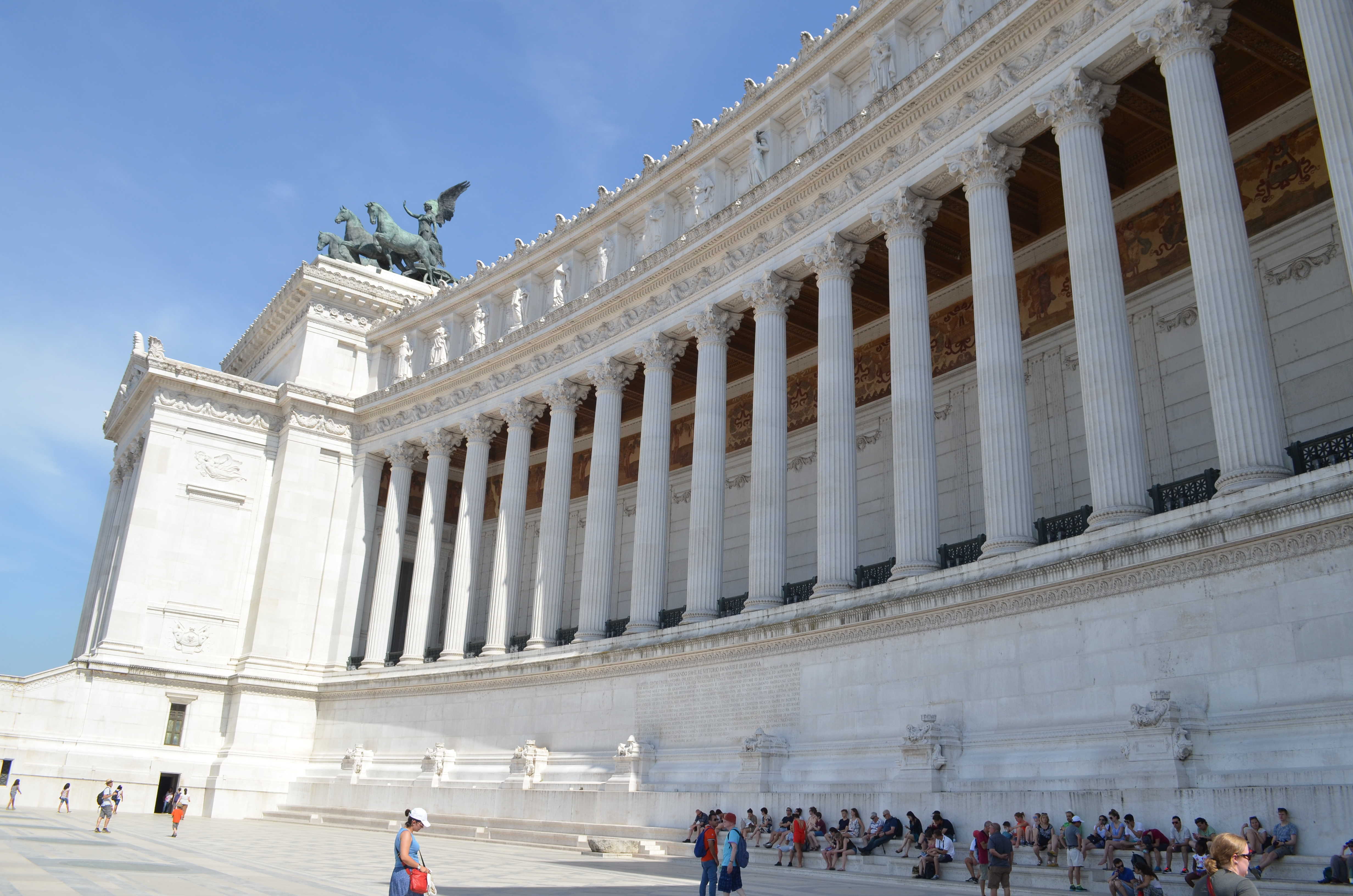
Nella parte inferiore dell'immagine, è visibile lo stilobate del colonnato del Vittoriano, monumento commemorativo che si trova a Roma

Lo stilobate (parola composta del greco, στυλοβάτης, formato da στῦλος "colonna" e βάσις "base") è nel tempio greco il piano su cui poggia il colonnato. È formato da blocchi di pietra disposti affiancati orizzontalmente, fino a formare una base uniforme. Nell'accezione moderna, si definisce invece "stilobate" (in questo caso, in greco, è traducibile con κρητίς) tutta la gradinata, oppure l'intera parete verticale, che si trova sotto un colonnato.
Il termine, nell'accezione antica, è riferito in genere all'ultimo gradino del crepidoma, il basamento costituito da più filari sovrapposti: ciascuno di essi costituisce uno dei gradini che consentono l'accesso all'edificio. L'ultimo filare prende il nome di stilobate esclusivamente quando vi poggia sopra un colonnato (nei templi peripteri, sull'intero perimetro del tempio), mentre un tratto su cui poggino i muri della cella prende tecnicamente il nome di toichobate. I gradini inferiori possono essere indicati come stereobate, ma il significato in antico di questo termine è controverso.
Rispetto ai blocchi di pietra dello stilobate le colonne possono poggiare su un solo blocco o su più blocchi accostati; inoltre possono essere collocate centrate sulla superficie superiore di un blocco o sul giunto tra due blocchi, ovvero essere dislocate in modo del tutto indipendente dall'articolazione più o meno regolare dei blocchi. I blocchi nascosti, di pietra non pregiata, che formano la base d'appoggio inferiore allo stilobate, si chiamano euthynteria.
Sia lo stilobate, sia gli altri gradini della crepidine possono avere delle modanature o altre decorazioni sulle facce visibili. Talvolta può presentare anche degli accorgimenti ottici, come nel Partenone dove tutto il basamento è impercettibilmente convesso per sembrare prospetticamente più ampio.